# موج‌شکن

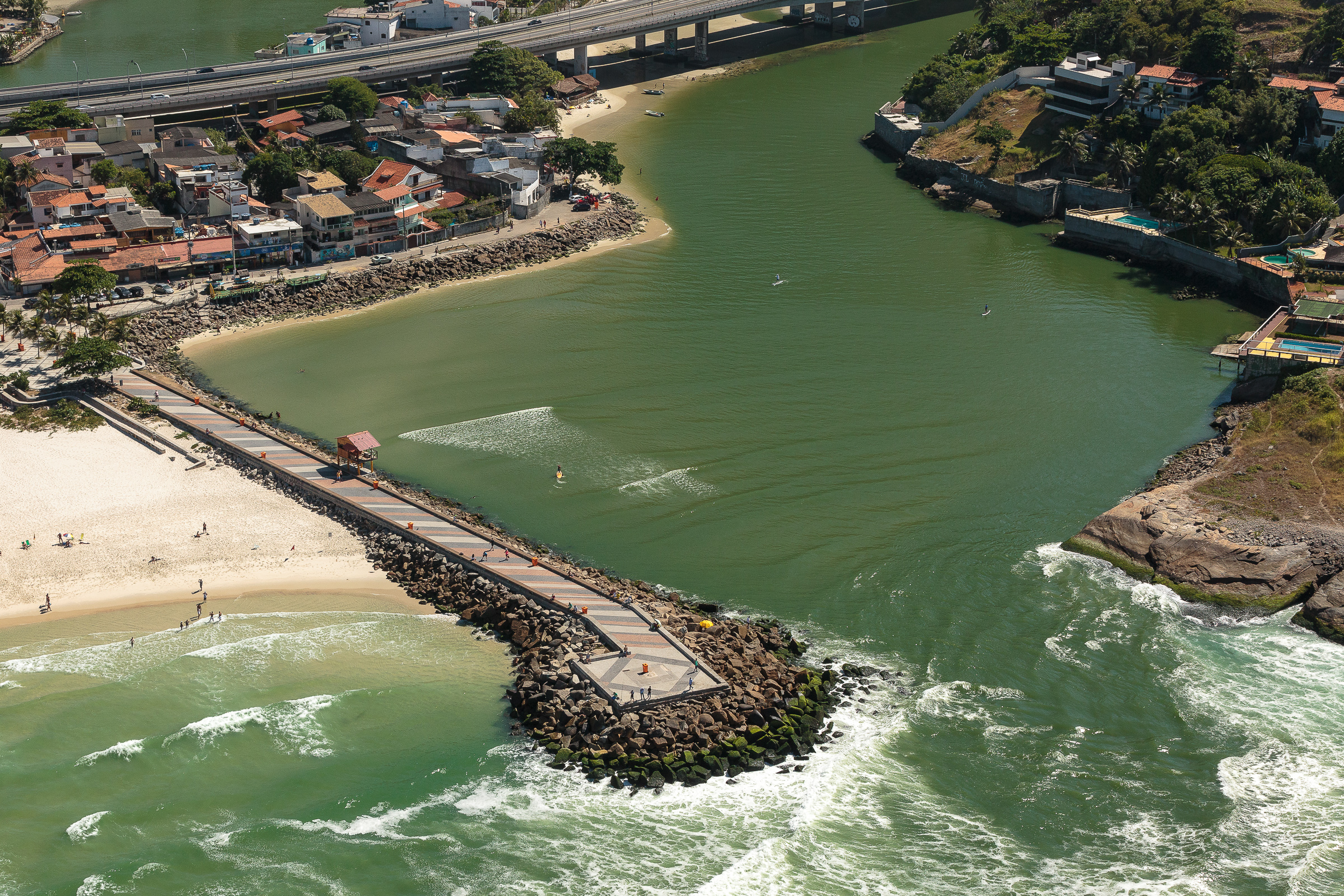
موج‌شکن بارا دا تیژوکا در ریو دو ژانیرو.

موج‌شکن (به انگلیسی: Breakwater) سازه‌هایی از جنس بتن یا سنگ یا ترکیبی از هر دو که برای حفاظت تأسیسات ساحلی از خطر امواج و مقابله با تأثیر آنها ساخته می‌شود.